# Titron
Titron é uma cidade e uma nagar panchayat no distrito de Saharanpur, no estado indiano de Uttar Pradesh.

## Geografia
Titron está localizada a 29° 40′ N, 77° 19′ L. Tem uma altitude média de 248 metros (813 pés).

## Demografia
Segundo o censo de 2001, Titron tinha uma população de 10,499 habitantes. Os indivíduos do sexo masculino constituem 53% da população e os do sexo feminino 47%. Titron tem uma taxa de literacia de 45%, inferior à média nacional de 59.5%: a literacia no sexo masculino é de 55% e no sexo feminino é de 33%. Em Titron, 18% da população está abaixo dos 6 anos de idade.